# ساندرو (بازیکن فوتبال، زاده ۱۹۷۴)
ساندرو (انگلیسی: Sandro؛ زادهٔ ۱۴ اکتبر ۱۹۷۴) بازیکن فوتبال اهل اسپانیا است.
از باشگاه‌هایی که در آن بازی کرده‌است می‌توان به باشگاه فوتبال رئال مادرید، باشگاه فوتبال لوانته، باشگاه فوتبال رئال مادرید کاستیا، باشگاه فوتبال لاس پالماس، و باشگاه فوتبال مالاگا اشاره کرد.
وی همچنین در تیم‌های ملی فوتبال زیر ۱۶ سال اسپانیا، زیر ۱۷ سال اسپانیا، زیر ۱۸ سال اسپانیا، زیر ۱۹ سال اسپانیا، و زیر ۲۱ سال اسپانیا بازی کرده‌است.